# Milpoš
Milpoš é um município da Eslováquia, situado no distrito de Sabinov, na região de Prešov. Tem 11,08 km² de área e sua população em 2018 foi estimada em 668 habitantes.

## Demografia
| Ano:        | 1994 | 2004   | 2014   | 2024   |
| ----------- | ---- | ------ | ------ | ------ |
| Broj ljudi: | 618  | 663    | 694    | 657    |
| Razlika:    |      | +7,28% | +4,67% | -5,33% |

| Ano:               | 2023 | 2024   |
| ------------------ | ---- | ------ |
| Número de pessoas: | 649  | 657    |
| Diferença:         |      | +1,23% |